# كرة اليد في دورة الألعاب الآسيوية 2006
أقيمت أحداث كرة اليد في دورة الألعاب الآسيوية 2006 في الدوحة، قطر، في الفترة من 3 ديسمبر إلى 14 ديسمبر 2006. وهذه هي المرة السابعة التي يتم فيها ضم كرة اليد إلى دورة الألعاب الآسيوية. وجرت جميع المباريات في قاعة الغرافة المغلقة.

## الفائزون بالميداليات
| Event   | الذهبية | الفضية | البرونزية |
| ------- | --- | --- | --- |
| الرجال  | الكويت · Torki Al-Khalidi · Bader Abbas · Abdulaziz Al-Zoabi · Faisal Al-Mutairi · Saleh Al-Jaimaz · Husain Siwan · Fahad Rabie · Abdullah Al-Theyab · Yousef Al-Fadhli · Ali Al-Haddad · مهدي القلاف · Meshal Swailem · Hamad Al-Rashidi · Ali Al-Mithin · Saad Al-Azemi · Ali Murad | قطر · Anas Al-Suweidan · عدنان العلي · Khalid Al-Hashmi · Rashid Al-Remaihi · Samir Hashim · Abdulla Saad Al-Saad · Mohamed Bajawi · Mohammed Walid Ghazal · Ahmed Saad Al-Saad · Mubarak Bilal Al-Ali · Mohsin Yafai · Yousef Ashoor · Fawaz Al-Moadhadi · Khalid Al-Marri · Yousef Al-Maalem · Badi Johar                    | إيران · Iman Ehsannejad · Mohammad Reza Rajabi · Mohammad Reza Jafarnia · Hani Zamani · Masoud Zohrabi · Saeid Pourghasemi · Mostafa Sadati · الله كرم إستكي · Farid Alimoradi · Alireza Rabie · Hossein Shahabi · Ali Akbar Khoshnevis · Rasoul Dehghani · Peiman Sadeghi · Hojjat Rahshenas |
| السيدات | كوريا الجنوبية · وو سان هي · Yoon Hyun-kyung · Huh Soon-young · Lee Gong-joo · أن جونغ هوا · Yu Ji-yeong · Kim Cha-youn · Huh Young-sook · Moon Kyeong-ha · Park Chung-hee · Kwon Geun-hae · Lee Min-hee · Myoung Bok-hee · Kang Ji-hey · تشوي إيم جونغ · Moon Pil-hee                | كازاخستان · Olga Travnikova · أولغا أدجراديجكايا · Marina Buzmakova · إيرينا بوريتشكو · مارينا بيكالوفا · Alexandra Yefimova · Lyazzat Kilibayeva · Yelena Kozlova · Gulnar Mendybayeva · Yelena Portova · Natalya Kubrina · أناستازيا باتوييفا · Yuliya Goncharova · يفجينيا تسوبينكوفا · Natalya Yakovleva · Yana Vassilyeva | اليابان · Sachiko Katsuda · يوكو أريهاما · Mariko Komatsu · Kaori Onozawa · Akiko Kinjo · Hitomi Sakugawa · Tomoko Sakamoto · إيكو هايافوني · كيميكو هيدا · Keiko Mizuno · Noriko Omae · Hisayo Taniguchi · Mami Tanaka · Kazusa Nagano · Eiko Yamada · Akie Uegaki                           |

## القرعة
أقيم حفل القرعة في 7 سبتمبر 2006 لتحديد مجموعات المسابقات الخاصة بالرجال والنساء. تم ترتيب الفرق على أساس ترتيبها النهائي في دورة الالعاب الاسيوية لعام 2002.

### رجال
| المجموعة أ - البحرين (6) - قطر (Host) - الهند - ماكاو | المجموعة ب - الكويت (2) - الصين (7) - هونغ كونغ - إيران | المجموعة ج - اليابان (4) - الإمارات العربية المتحدة (8) - أوزبكستان - السعودية | المجموعة د - كوريا الجنوبية (1) - لبنان - سوريا |

### السيدات
| المجموعة أ - كازاخستان (2) - الصين (3) - أوزبكستان - الهند | المجموعة ب - كوريا الجنوبية (1) - اليابان (4) - تايلاند - تايبيه الصينية |

## الترتيب النهائي

### الرجال
| مرتبة  | فريق                     | لعب | ف | ت | خ |
| ------ | ------------------------ | --- | - | - | - |
| الأول  | الكويت                   | 8   | 8 | 0 | 0 |
| الثاني | قطر                      | 8   | 7 | 0 | 1 |
| الثالث | إيران                    | 8   | 5 | 0 | 3 |
| 4      | كوريا الجنوبية           | 7   | 3 | 1 | 3 |
| 5      | سوريا                    | 6   | 3 | 0 | 3 |
| 6      | اليابان                  | 7   | 3 | 1 | 3 |
| 7      | البحرين                  | 7   | 3 | 0 | 4 |
| 8      | السعودية                 | 7   | 3 | 0 | 4 |
| 9      | لبنان                    | 4   | 2 | 0 | 2 |
| 10     | الإمارات العربية المتحدة | 5   | 2 | 0 | 3 |
| 11     | الصين                    | 5   | 2 | 0 | 3 |
| 12     | الهند                    | 5   | 1 | 0 | 4 |
| 13     | هونغ كونغ                | 4   | 1 | 0 | 3 |
| 14     | أوزبكستان                | 5   | 1 | 0 | 4 |
| 15     | ماكاو                    | 4   | 0 | 0 | 4 |

### السيدات
| مرتبة  | فريق           | لعب | ف | ت | خ |
| ------ | -------------- | --- | - | - | - |
| الأول  | كوريا الجنوبية | 5   | 5 | 0 | 0 |
| الثاني | كازاخستان      | 5   | 4 | 0 | 1 |
| الثالث | اليابان        | 5   | 3 | 0 | 2 |
| 4      | الصين          | 5   | 2 | 0 | 3 |
| 5      | تايبيه الصينية | 4   | 2 | 0 | 2 |
| 6      | أوزبكستان      | 4   | 1 | 0 | 3 |
| 7      | تايلاند        | 4   | 1 | 0 | 3 |
| 8      | الهند          | 4   | 0 | 0 | 4 |